# Marathwada Neta
Marathwada Neta is een Marathi-dagblad, dat uitkomt in de regio Marathwada in de Indiase deelstaat Maharashtra. Naast nieuws over India en Maharashtra bericht het blad veel over plaatsen in de regio, zoals Latur, Nanded, Beed, Parbhani, Osmanabad en Hingoli.  